# Кривцова-Гракова, Ольга Александровна
Ольга Александровна Кривцова-Гракова (1895—1970) — советский археолог и музейный работник, кандидат исторических наук.
Специалист в области первобытной археологии, сотрудник Государственного исторического музея и Института археологии Академии наук СССР. Автор ряда трудов.

## Биография
Родилась 24 сентября (6 октября по новому стилю) 1895 года в Одессе в семье профессора Новороссийского и позднее Юрьевского университетов А. С. Кривцова.
В 1915 году она поступила на Высшие женские (Бестужевские) курсы, в 1920 году перевелась в Московский государственный университет, который окончила в 1922 году. В числе её преподавателей был профессор В. А. Городцов.
В этом же, 1922 году, Ольга Кривцова стала сотрудником Исторического музея, где проработала свыше 30 лет. Исследовала множество объектов, включая доисторический могильник Алексеевка (1930—1935). С 1944 года и до выхода на пенсию в 1959 году она была одновременно старшим научным сотрудником сектора неолита и бронзы Института истории материальной культуры (ИИМК, позже — Институт археологии АН СССР). В 1942—1943 годах — доцент исторического факультета Московского государственного университета, работавшего в эвакуации в Ашхабаде и Свердловске.
Ольга Александровна находилась в многочисленных экспедициях, исследовала памятники фатьяновской, ямной, катакомбной, срубной, абашевской и андроновской культур европейской части СССР (Пензенская, Ивановская и Владимирская области) и Юго-Западного Казахстана. Разработала классификацию фатьяновской культуры, хронологию андроновской культуры, создала концепцию истории бронзового века Нижнего Поволжья и Северного Причерноморья. Проводила археологические исследования на Украине (в Одесской и Днепропетровской областях).
Была замужем за археологом Борисом Николаевичем Граковым.
Умерла 19 февраля 1970 года в Москве. Похоронена на Донском кладбище.